# Tina Beattie
Tina Beattie (16. ožujka 1955.) je britanska katolička teologinja, spisateljica i radijska voditeljica.
Do kolovoza 2020. bila je profesorica katoličkih studija na University of Roehampton u Londonu i direktorica Digby Stuart istraživačkog centra za religiju, društvo i ljudski razvoj na istom sveučilištu. U mirovini ostaje ravnateljica Catherine of Siena College na sveučilištu Roehampton i piše beletristiku.
Njezin teološki doprinos značajan je u područjima katoličke teologije i psihoanalitičke teorije; roda i spolnosti; mariologije; teologije i književnosti i umjetnosti; ateizma i religije; prava žena. Dugogodišnja je zagovornica istaknutije uloge žene u Katoličkoj crkvi.

## Osobni život i karijera
Beattie je najstarija od tri kćeri roditelja Charlie i Nan Bell. Rođena je 1955. u Zambiji od roditelja škotskih prezbiterijanaca i tamo je živjela osamnaest godina, pohađajući dominikansku samostansku školu u Lusaki. Beattie je živjela i u Parizu, Nairobiju i Harareu. Udana je za Davea Beattieja, a prije rođenja njihovo četvero djece (rođenih 1978., 1980., 1983. i 1986.) radila je kao tajnica. Godine 1986. iz prezbiterijanstva je prešla u Katoličku crkvu.
Nakon što se 1988. preselila u Bristol s obitelji, 1991. je postala studentica na University of Bristol, gdje je stekla diplomu prve klase iz teologije i religijskih studija. 1998. je završila doktorat o teologiji i simbolici Djevice Marije u svjetlu psiholingvističke teorije Luce Irigaray kao izvora za analizu kršćanskih spisa o Mariji i Evi u ranoj Crkvi i novijoj katoličkoj teologiji.
Beattie je predavala na University of Bristol i Wesley College, u Bristolu, a predavala je i na Open University. Na puno radno vrijeme na Sveučilištu Roehampton zaposlena je 2002. godine. Napustila je mjesto profesorice katoličkih studija na Sveučilištu Roehampton u kolovozu 2020., a nastavlja svoju ulogu ravnateljice Catherine of Siena College sa sjedištem na istom sveučilištu.
U mirovini iz aktivnog akademskog istraživanja, Beattie se usredotočila na svoju "prvu i doživotnu strast - pisanje fikcije". Njezin prvi roman, The Good Priest, objavljen je 2019.

## Rad i publikacije
Njezina teza o teologiji i simbolici Djevice Marije u svjetlu psiholingvističke teorije Luce Irigaray čini osnovu knjige God's Mother, Eve's Advocate (2002.), a te su ideje dalje razvijene u New Catholic Feminism: Theology and Theory' (2006).
Tijekom godina opsežno je istraživala i objavljivala na područjima: katoličke teologije i psihoanalitičke teorije (Theology After Postmodernity: Divining the Void); teologije i teorije roda i seksualnosti (New Catholic Feminism: Theology and Theory); kulta Djevice Marije (God's Mother, Eve's Advocate); rada švicarskog katoličkog teologa Hansa Ursa von Balthasara iz perspektive feminističke teologije i kritičke teorije; kršćanskog misticizma i duhovnosti; teološke perspektive književnosti i umjetnosti; ateizma i religije (The New Atheists); katoličke moralne teologije i socijalnog nauka Crkve; vjere te ljudskih i ženskih prava.
Redovito je pisala za katolički tjednik The Tablet i novine The Guardian, uključujući seriju od osam dijelova o Tomi Akvinskom. Također predstavlja Thought for the Day na BBC Radio 4.
Bila je teološka savjetnica CAFOD-a, Katoličke agencije za prekomorski razvoj (Catholic Agency for Overseas Development), predsjednica Katoličke teološke udruge Velike Britanije (2006.–2008.) te direktorica katoličkog tjednika The Tablet.
Nakon što je primjetila da pitanje uloge žena u Katoličkoj crkvi nije među prioritetima pape Franje, Beattie je u prosincu 2014. osnovala online zajednicu, Catholic Women Speak.

### CAFOD brani ulogu Beattie kao teološke savjetnice
Nakon što je Beattie potpisala otvoreno pismo poljskim biskupima u kojem se poziva na potporu "ranom, sigurnom i legalnom" pobačaju, CAFOD, Katolička agencija za prekomorski razvoj, bila je pod pritiskom da povuče Beattie iz uloge teološke savjetnice. CAFOD je u svom priopćenju naveo da stavovi u pismu "ne predstavljaju niti odražavaju politiku CAFOD-a", ali je odbio udovoljiti zahtjevima za smjenu.

### Ljetna škola teologije u Dubrovniku (2019.)
U Dubrovniku je biskup Mate Uzinić 2019. godine organizirao prvu Ljetnu školu teologije pod naslovom “Teologija u pluralnom društvu”. Škola je održana od 14. do 19. srpnja 2019. te je izazvala veliko zanimanje, okupivši studentice i studente katoličke, pravoslavne i protestantske teologije. Bio su to svojevrsni ekumenski i dijaloški skup na kojima su se mogli upoznati mladi teolozi različitih kršćanskih konfesija međusobno, kao i s nekoliko renomiranih svjetskih teologa, također različitih kršćanskih konfesija. Predavači na prvoj školi su bili: Carmelo Dotolo, Pantelis Kalaitzidis, Željko Tanjić i Tina Beattie.

## Spisi

### Knjige
- Beattie, Tina. 2019. The good priest. Matador. Kibworth Beauchamp. ISBN 9781789016925
- Beattie, Tina. 2013. Theology after postmodernity : divining the void. Oxford University Press. ISBN 9780199566075
- Beattie, Tina. 2007. The new atheists : the twilight of reason and the war on religion. Darton, Longman & Todd. London. ISBN 9780232527124
- Beattie, Tina; Boss, Sarah, ur. 2007. Marian reader : resources for the study of doctrine and devotion. Burns & Oates. Tunbridge Wells. ISBN 9780860123415
- Beattie, Tina. 2005. New Catholic feminism: theology and theory. Routledge. London. ISBN 9780415301480
- King, Ursula; Beattie, Tina, ur. 2004. Gender, religion and diversity: cross-cultural perspectives. Continuum. London. ISBN 9780826469342
- Beattie, Tina. 2003. Woman. New Century Theology. Continuum. London. ISBN 9780826457035
- Beattie, Tina. 2002. Eve's pilgrimage. Burns & Oates. Tunbridge Wells. ISBN 9780860123231
- Beattie, Tina. 2002. God's mother, Eve's advocate: a Marian narrative of women's salvation. Continuum. London. ISBN 9780826455635
- Beattie, Tina. 2001. The last supper according to Martha and Mary. Burns & Oates. Tunbridge Wells. ISBN 9780860122906
- Beattie, Tina. 1995. Rediscovering Mary: insights from the Gospels. Triumph. New York. ISBN 9780892438204

### Odabrani članci iz časopisa i poglavlja knjiga
- - Beattie, Tina. 2014. Whose Rights, Which Rights? – The United Nations, the Vatican, Gender and Sexual and Reproductive Rights (PDF). Heythrop Journal. 55 (6). str. 979–1112. Pristupljeno 22. ožujka 2021.
  - Beattie, Tina. 2014.  Littleton, John; Maher, Eamon (ur.). The Revolution of Tenderness – the theology of Pope Francis. Columba Press. Dublin. ISBN 9781782181460
  - 'Mary, Mother of God and Model of a Pilgrim People' in Gavin D'Costa and Emma Harris (eds) The Second Vatican Council (London: Bloomsbury, T & T Clark, 2014)
  - 'The Vanishing Absolute and the Deconsecrated God – a theological reflection on revelation, law, and human dignity' in Christopher McCrudden (ed.) Understanding Human Dignity (London and Oxford: British Academy and Oxford University Press, 2013)
  - 'The Body Between Us: Towards an Incarnate Mysticism' in Louise Nelstrop and Simon Podmore (eds), Exploring Lost Dimensions in Christian Mysticism: Opening to the Mystical (Farnham, Surrey and Burlington VT: Ashgate Publishing, 2013)
  - 'From Ethics to Eschatology: The Continuing Validity of the New Eve for Christian Doctrine and Discipleship' in Rob C. MacSwain et al. (eds) Theology, Aesthetics and Culture (Oxford: Oxford University Press, 2012)
  - 'Fragments: Reflections in a Shattered Screen', Political Theology, Vol. 12, No. 5, 2011: pp. 672–77
  - 'Catholicism, Choice and Consciousness: A Feminist Theological Perspective on Abortion', International Journal of Public Theology, Vol. 4, No. 1 (2010): pp. 51–75
  - 'Earth, Wind and Fire: Fenwick Lawson's Art', Art & Christianity, No. 57, Spring 2009
  - 'The End of Woman: Gender, God and Rights Beyond Modernity' in Patrick Claffey and Joseph Egan (eds), Movement or Moment?: Assessing Liberation Theology Forty Years after Medellín (Oxford, Bern, Berlin, Bruxelles, Frankfurt am Main, New York, Wien: Peter Lang, 2009)
  - 'Humanae Vitae: nature, sex and reason in conflict', The Pastoral Review, July 2008
  - 'From Rosaries to Rights – Towards an Integrated Catholicism' in Bernard Hoose, Julie Clague and Gerard Mannion (eds.) Moral Theology for the Twenty-First Century: Essays in Celebration of Kevin Kelly (London and New York: Continuum, 2008)
  - '"Justice enacted not these human laws" (Antigone): Religion, Natural Law and Women's Rights', Religion and Human Rights, Vol. 3, No. 3, 2008: pp. 249–267
  - 'Vision and Vulnerability: the significance of sacramentality and the woman priest for feminist theology' in Natalie Watson and Stephen Burns (eds) Exchanges of Grace: Essays in Honour of Ann Loades (London SPCK, 2008)
  - 'Mary in Patristic Theology' in Sarah Jane Boss (ed.), Mary: The Complete Resource (London: Continuum, New York: Oxford University Press)
  - 'Queen of Heaven' in Gerard Loughlin (ed.), Queer Theology: New Perspectives on Sex and Gender (Oxford: Basil Blackwell, 2007)
  - 'Insight beyond Sight: Sacramentality and the Eucharist in the Isenheim Altarpiece', New Blackfriars, Vol. 88.1013, 2007: pp. 67–72
  - 'Redeeming Mary: The Potential of Marian Symbolism for Feminist Philosophy of Religion' in Pamela Sue Anderson and Beverley Clack (eds.), Feminist Philosophy of Religion: Critical Readings (London: Routledge, 2003)
  - 'Etty Hillesum: A Thinking Heart in a Darkened World' in Ursula King with Tina Beattie (eds), Spirituality and Society in the New Millennium (Sussex: Sussex Academic Press, 2001)
  - 'Global Sisterhood or Wicked Stepsisters: Why Aren't Girls with God Mothers Invited to the Ball?' in Deborah Sawyer and Diane Collier (eds.), Is there a Future for Feminist Theology? (Sheffield: Sheffield Academic Press, 1999)
  - 'Carnal Love and Spiritual Imagination: Can Luce Irigaray and John Paul II Come Together?' in Jon Davies and Gerard Loughlin (eds.), Sex These Days: Essays on Theology, Sexuality and Society (Sheffield: Sheffield Academic Press, 1997)
  - 'Sexuality and the Resurrection of the Body: Reflections in a Hall of Mirrors' in Gavin D'Costa (ed.), Resurrection Reconsidered (Oxford: Oneworld Publications, 1996)

### Članci u novinama i časopisima
- - 'Sex, Marriage and the Catholic Church', The Guardian, 8 October 2014 – article on being a Catholic and a feminist
  - 'Pope Francis has done little to improve women's lives', The Guardian, 27 August 2014 – article on Pope Francis's failure to address issues of maternal mortality and the impact of poverty on women's reproductive lives
  - 'Let the Laity Be Heard', The Tablet, 31 July 2014 – article on the International Theological Commission's document, Sensus Fidei in the Life of the Church
  - 'Part of the Solution, not Part of the Problem  Arhivirana inačica izvorne stranice od 15. siječnja 2021. (Wayback Machine)', The Tablet, 8 May 2014 – article on the Holy See, the UN and population and development
  - 'Why British outcry at Oklahoma's botched execution rings tragically hollow  Arhivirana inačica izvorne stranice od 12. ožujka 2022. (Wayback Machine)', The Tablet blog, 6 May 2014 – blog on drugs used in American executions and late abortion
  - 'Doorways to Faith – the Role of Mysticism and Sacramentality in Prayer' – reflection published in Independent Catholic News
  - 'Towards the Shining City: Rural and Urban in the Easter Story', The Tablet, 7 April 2012 – article on the Holy Sepulchre in Jerusalem
  - 'In the Balance', The Tablet, 5 June 2010 – article on the morality of abortion
  - 'The Catholic Church's Scandal: Modern Crisis, Ancient Roots', Open Democracy, 14 April 2010 – article on the sex abuse scandal
  - 'Antichrist: The Visual Theology of Lars von Trier  Arhivirana inačica izvorne stranice od 9. svibnja 2018. (Wayback Machine)', Open Democracy, 13 August 2009
  - 'Along the precipice: visions of atheism in London  Arhivirana inačica izvorne stranice od 4. studenoga 2016. (Wayback Machine)', Open Democracy, 6 November 2008 – article on Francis Bacon exhibition
  - 'An Immense Maternal Presence', The Tablet, 13 September 2008 – article on Lourdes
  - 'The dark (k)night of a postmodern world  Arhivirana inačica izvorne stranice od 19. lipnja 2016. (Wayback Machine)', Open Democracy, 21 August 2008 – article on The Dark Knight
  - 'Simple Gaudete of a Complex Believer', The Tablet, 17 December 2005 – article on Andy Warhol
  - 'Feminism, Vatican-style', The Tablet, 7 August 2004 – critique of the Vatican letter on women
  - 'Beauty Back on Camera', The Tablet, 26 February 2000 – article on the film American Beauty

## Vanjske poveznice
- Istraživački profil Sveučilišta u Roehamptonu
- Osobna web stranica
- Marginal Musings – osobni blog do 27. lipnja 2016.
- Osobna web stranica do srpnja 2011.
- Tina Beattie u Open Democracy
- Tina Beattie na BBC-ju
- Tina Beattie u The Guardianu